# Spinnentoxine
Spinnentoxine (auch Spinnengifte) sind giftige Sekrete, die von Spinnen gebildet werden. Das Gift wird in den im Cephalothorax gelegenen Giftdrüsen gebildet und durch eine kleine Öffnung an der Spitze der Chelicerenklauen in die Beute injiziert. Eine Ausnahme bilden die Kräuselradnetzspinnen (Uloboridae) aufgrund fehlender Giftklauen und -drüsen. Es dient hauptsächlich zur Immobilisierung der Beute und der extraintestinalen Vorverdauung, in Ausnahmefällen der Verteidigung. Nach der World Spider Catalog Association 2017 sind von den über 46.000 weltweit bekannten Spinnenarten weniger als 1 % für den Menschen gefährlich.

## Eigenschaften
Spinnengifte enthalten eine Mischung von verschiedenen Molekülen. Die meisten Spinnentoxine sind Proteine. Die kleineren Proteine sind meist Neurotoxine und unter 10 Kilodalton groß, z. B. Robustoxin, Versutoxin, Hanatoxin, Stromatoxin, Vanillotoxin, während die größeren Spinnentoxine meist Enzyme oder porenbildende Toxine sind und nekrotisch wirken, z. B. Latrotoxin (100 Kilodalton). Daneben gibt es noch die Acylpolyamine, die an den Glutamatrezeptor binden. Etwa 70 % der Spinnentoxine sind insektizid.
Die Zusammensetzung der Spinnengifte ist komplex und für jede Art unterschiedlich. Daher klassifiziert man Spinnengifte anhand ihrer Wirkung:
- als Neurotoxin wirkend
- hämolytisch wirkend
- proteolytisch wirkend

Die genauen einzelnen Bestandteile der Gifte lassen sich schlecht identifizieren, neben Wasser sind dies hauptsächlich Enzyme, sonstige Proteine und sonstige Bestandteile.
Spinnentoxine sind in der Datenbank ArachnoServer verzeichnet.

## Wirkung der gefährlichsten Spinnengifte

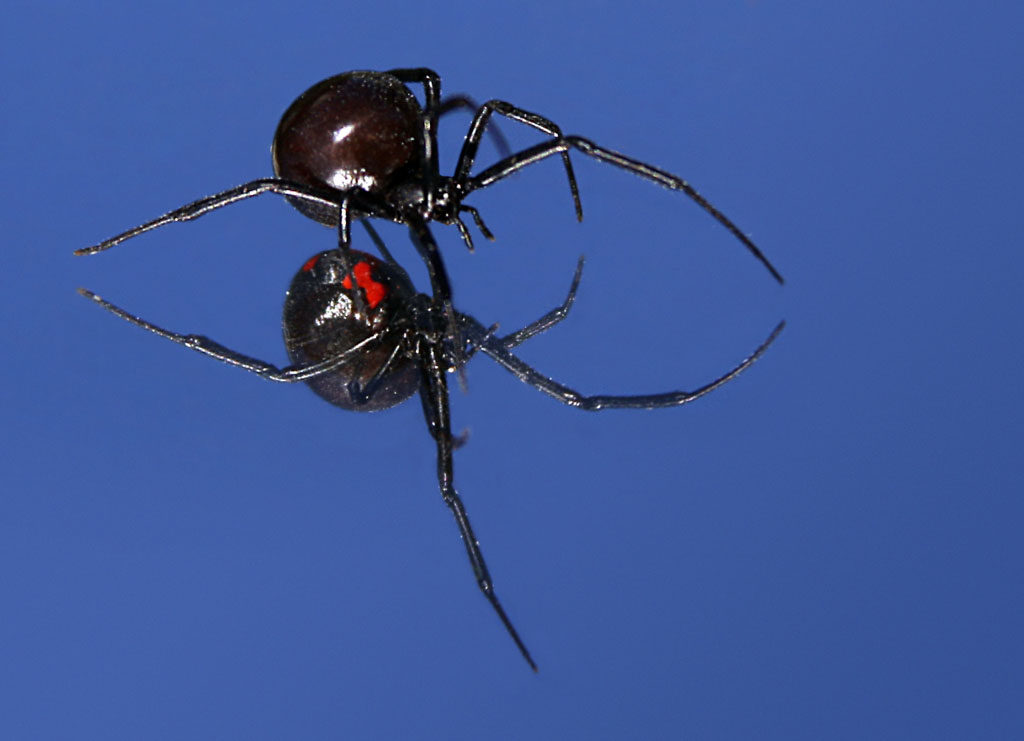
Südliche Schwarze Witwe (Latrodectus mactans), Weibchen

### Gift der Echten Witwen (Latrodectus)
Der Hauptauslöser für die Wirkung des Giftes ist das Neurotoxin α-Latrotoxin. Es ist ein Protein mit einer Molekülmasse von ca. 130000 Dalton, das durch die Anbindung an Neurexine, die in der präsynaptischen Membran liegen, die Vesikelentleerung und Transmitterfreisetzung verstärkt. Der ständige Zufluss der Calcium-Ionen führt letztlich zu einer Dauererregung an dem betreffenden Muskel.
Symptome eines Bisses sind lokale Entzündungserscheinungen an der Bissstelle, Schwellung der Lymphknoten, starke Schmerzen, spontane Muskelkontraktionen, Hypertonie, Kopfschmerzen und Übelkeit. Durch die geringen Mengen des Giftes und die Existenz eines Gegengiftes beträgt die Todesrate 3 % aller Gebissenen. Ein ausschlaggebender Punkt ist die gesundheitliche Verfassung des Betroffenen. Gefährdet sind Personen, die an Hyperthermie und Herzkreislauferkrankungen leiden. Ursächlich für Todesfälle sind folglich Schlaganfälle, Herzversagen, Krämpfe, die das Atemsystem betreffen, oder Erstickung aufgrund eines Atemstillstandes oder eines Ödems.

### Gift der Brasilianischen Wanderspinnen (Phoneutria)

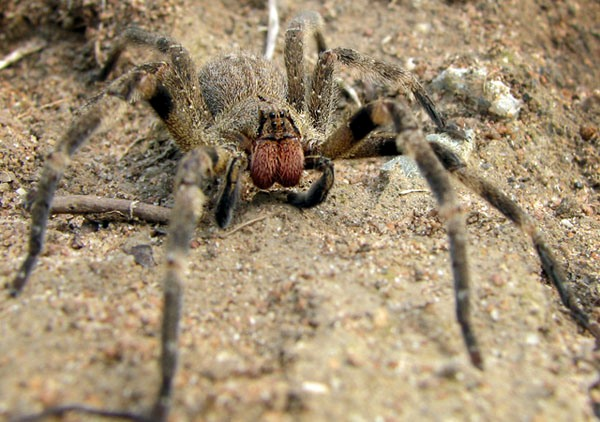
Phoneutria nigriventer

Das Gift der Phoneutria beinhaltet mehrere Neurotoxine. Jedoch ist das Toxin PhTx1 das Ausschlaggebende. Es ist ein aus 77 Aminosäuren bestehendes Polypeptid, welches die Freisetzung von Acetylcholin bewirkt. Weiterhin kommt es zu einer Hemmung der Schließungsfunktion spannungsgesteuerter Natriumkanäle und der ACh-Rückdiffusion.
Es folgt ein damit verbundener rascher Anstieg der intrasynaptosomalen freien Calciumkonzentration und einer dosisabhängigen Glutamatfreisetzung, Hemmung der Calcium-abhängigen Glutamatfreisetzung, Erhöhung der freien cytosolischen Calciumkonzentration aufgrund Membrandepolarisierung und Freisetzung von Acetylcholin im Hirn und autonomen Nervensystem.
Symptome, die das Gift mit sich bringt, sind Schmerzen, Hyperämie, Sensibilitätsstörungen, Parästhesie, Hyperreflexie, Krämpfe, Opisthotonus, Koordinationsstörungen, Lähmungen, Somnolenz, Atemlähmung, Lungenödem, Tachykardie, Arrhythmie, ein Beklemmungsgefühl in der Brust, arterielle Hypertension, Brechreiz, vermehrte Urin/Spermaabgabe, Erektion/Priapismus, Sehstörungen, Pupillenerweiterung, Schweißausbrüche, erhöhter Tränen/Speichelfluss, Niesreiz, Untertemperatur oder Fieber, Schüttelfrost, Schwindel und Blässe.

### Gift der Sydney-Trichternetzspinne (Atrax robustus)

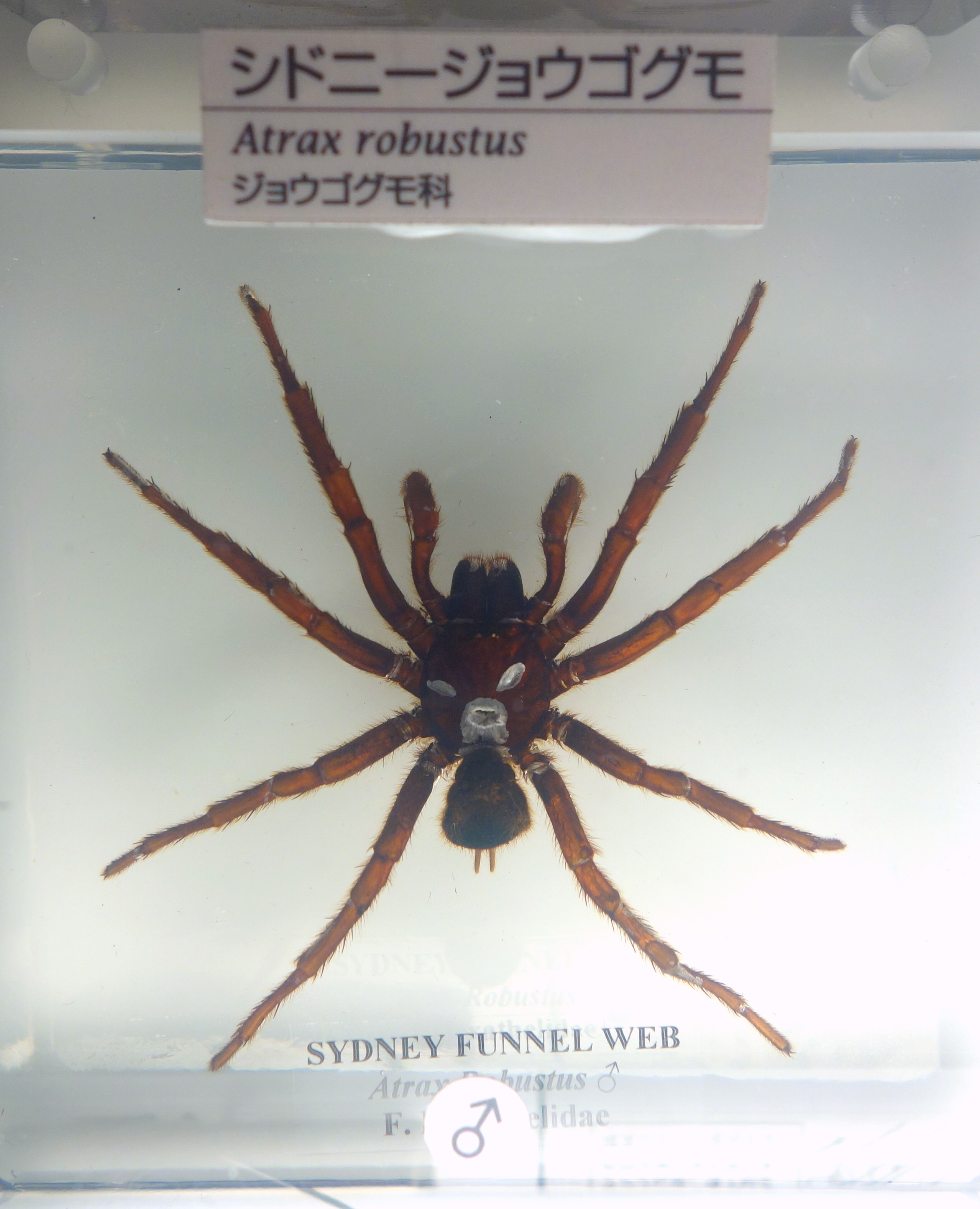
Atrax robustus

Forschungen am Gift der Sydney-Trichternetzspinne (Atrax robustus) und der verwandten Blue-Mountains-Trichternetzspinne (Hadronyche versuta, vgl. auch Hadronyche modesta) haben ergeben, dass Delta-Atracotoxine (δ-ACTX), nämlich Delta-ACTX-Ar1 (alias Robustoxin oder Robustotoxin) bzw. Delta-ACTX-Hv1 (alias Versutoxin), die Wirkungsursache sind. Robustoxin ist ein Polypeptid, welches sich über 42 Aminosäuren erstreckt, und als Neurotoxin auf tetrodotoxin-sensitive Natriumkanäle wirkt. Je nach der Konzentration des Giftes, verlangsamt bzw. entfernt es die Inaktivierung der tetrodotoxin-sensitive Natriumkanäle. Es kommt zu einer Veränderung des elektrischen Feldes der Nervenbahn. Das Ergebnis ist andauernde unkontrollierbare Nervenaktivität, die sich auch in den Symptomen wieder zeigt. Besonders ist die tödliche Wirkung auf Menschen, Primaten und neugeborene Mäuse im Vergleich zu vielen anderen Säugetieren, bei denen das Gift kaum Wirkung zeigt. Je nach Alter und Verfassung des Opfers kann das Gift bereits nach 15 bis 90 Minuten bei Kindern und bei Erwachsenen nach wenigen Tagen zum Tod führen.
Die Wirkung des Giftes zeigt sich in starken Schmerzen, Erythem, Muskelspasmen, Piloerektion, periorales Taubheitsgefühl, Zungenspasmen, Reflexsteigerung, Krämpfe, Verwirrtheit, Angst, Delir, Koma, Hirnschäden, Erblinden, Miosis, Dyspnoe, Atemlähmung, akutes Lungenödem, Hypotonie, Tachykardie, Arrhythmie, Zyanose, Herzstillstand, Übelkeit, Erbrechen, Bauchschmerzen, Nierenversagen, Schweißausbrüchen, Speichel/Tränenfluss, Schüttelfrost, Fieber.

### Weitere Beispiele
Andere Spinnentoxine sind beispielsweise Stromatoxin, TlTx1, TlTx2, TlTx3 und die Vanillotoxine.

## Spinnengift in der Medizin
Spinnengifte wirken in vielen verschiedenen Weisen, die auch in der Medizin nützlich sein können. So wurden zum Beispiel Spinnengifte als Schmerzmittel, Potenzmittel aber auch als Krebsheilmittel versucht. Erfolge konnte man zuletzt bei Forschern an der University of Queensland beobachten. Diese nutzten das Peptid Hi1a des Giftes der Ostaustralischen Trichternetzspinne (Darling-Downs-Trichternetzspinne, Hadronyche infensa) um ein Medikament herzustellen, welches gegen die Spätfolgen eines Schlaganfalls wirken soll. Hi1a hemmt die säureabhängigen Ionenkanäle (ASIC1a), die während eines Schlaganfalls dauerhaft aktiv sind und normalerweise zur Apoptose von Nervenzellen führt. Anderen ASIC1a-Inhibitoren ist das Peptid Hi1a voraus, da es auch noch 8 Stunden nach dem Schlaganfall wirkt und zu dem reversibel ist.